# Prix littéraires 1991
Liste des prix littéraires décernés au cours de l'année 1991 :

## Prix internationaux
- Prix Nobel de littérature : Nadine Gordimer  Afrique du Sud[1]
- Grand prix de littérature du Conseil nordique : Nils-Aslak Valkeapää (Laponie) pour Beaivi, áhcázan[2]
- Grand prix littéraire d'Afrique noire : Ex aequo : Amadou Hampâté Bâ (Mali) pour Amkullel, l'enfant peul (à titre posthume et pour l'ensemble de son œuvre) et Kama Sywor Kamanda (Zaïre) pour La Nuit des griots.
- Prix littéraire des Caraïbes : Micheline Hermine (d)  (France) pour Les iguanes du temps
- Prix Carbet de la Caraïbe et du Tout-Monde : Dany Laferrière (Canada, Haïti) pour L'odeur du café
- Prix Tropiques : Amadou Hampâté Bâ (Mali) pour Amkoullel, l'enfant peul
- Prix Casa de las Américas : Ernest Pépin (France) pour Boucans de Mots libres

## Allemagne
- prix Heinrich-Böll : Rainald Goetz
- Prix Georg-Büchner :  Wolf Biermann
- Prix Friedrich Hölderlin (Bad Homburg) : Günter Kunert

## Belgique
- Prix Victor-Rossel : Anne François pour Nu-Tête

## Canada
- Grand prix du livre de Montréal : Émile Ollivier pour Passages
- Prix Athanase-David : Nicole Brossard
- Prix du Gouverneur général :
  - Catégorie « Romans et nouvelles de langue anglaise » : Rohinton Mistry pour Such a Long Journey (Un si long voyage)
  - Catégorie « Romans et nouvelles de langue française » : André Brochu pour La Croix du Nord
  - Catégorie « Poésie de langue anglaise » : Don McKay pour Night Field
  - Catégorie « Poésie de langue française » : Madeleine Gagnon pour Chant pour un Québec lointain
  - Catégorie « Théâtre de langue anglaise » : Joan MacLeod pour Amigo's Blue Guitar
  - Catégorie « Théâtre de langue française » : Gilbert Dupuis pour Mon oncle Marcel qui vague vague près du métro Berri
  - Catégorie « Études et essais de langue anglaise » : Robert Hunter et Robert Calihoo pour Occupied Canada: A Young White Man Discovers His Unsuspected Past
  - Catégorie « Études et essais de langue française » : Bernard Arcand pour Le Jaguar et le Tamanoir
- Prix Jean-Hamelin : Jacques Poulin pour Le Vieux chagrin
- Prix Robert-Cliche : André Girard pour Deux semaines en septembre

## Corée du Sud
- Prix de l'Association des poètes coréens : Bak Hui-jin pour 북한산 진달래
- Prix Dong-in : Kim Wonu pour Parasite domestique
- Prix de littérature contemporaine (Hyundae Munhak) :
  - Catégorie « Poésie » : Hwang Ji-u pour Le lotus dans l’œil du crabe
  - Catégorie « Roman » : Han Su-san pour Le visage des autres
  - Catégorie « Critique » : Lee Dong-ha pour 평론집『혼돈 속의 항해
- Prix Jeong Ji-yong : Park Jeong-man pour 작은 戀歌
- Prix Kim Soo-young : Cho Jung-kwon pour Une tombe au sommet
- Prix de poésie Sowol : Cho Jung-kwon pour L'escalade du sommet
- Prix Woltan : Hong Yungi pour 시인의 편지
- Prix Yi Sang : Cho Sung-ki pour Un écrivain de notre temps

## Espagne
- Prix Cervantes : Francisco Ayala
- Prix Prince des Asturies : Le peuple de Porto Rico
- Prix Nadal : Alfredo Conde (es), pour Los otros días
- Prix Planeta : Antonio Muñoz Molina, pour El jinete polaco
- Prix national des Lettres espagnoles : Miguel Delibes
- Prix national de Narration : Manuel Vázquez Montalbán, pour Galíndez (es)
- Prix national de Poésie : Luis Álvarez Piñer (es), pour En resumen, 1927–1988
- Prix national d'Essai : Martí de Riquer, pour Aproximació al «Tirant lo Blanc» — écrit en catalan.
- Prix national de Littérature infantile et juvénile : Fernando Lalana, pour Morirás en Chafarinas
- Prix Adonáis de Poésie : Jesús Javier Lázaro Puebla, pour Canción para una amazona dormida
- Prix Anagrama : Antonio Escohotado, pour El espíritu de la comedia
- Prix Loewe : Álvaro Valverde, pour Una oculta razón
- Prix de la nouvelle courte Casino Mieres : Ernesto Salanova Matas, pour Un Viaje Diabólico
- Prix d'honneur des lettres catalanes : Miquel Martí i Pol (poète)
- Journée des lettres galiciennes : Álvaro Cunqueiro
- Prix de la critique Serra d'Or : 
  - Carles-Jordi Guardiola i Noguera (ca), pour l'édition de Les cartes de Carles Riba, I: 1910-1938.
  - Martí de Riquer, pour Aproximació al « Tirant lo Blanc », étude littéraire.
  - Manuel Ibáñez i Escofet (ca), pour La memòria és un gran cementiri, biographie/mémoire.
  - Manuel de Pedrolo, pour Disset contes i una excepció, recueil de nouvelles.
  - Miquel Bauçà Rosselló, pour L'estuari, roman.
  - Jaume Pont Ibáñez (ca), pour Raó d'atzar, recueil de poésie.
  - Mònika Zgustovà, pour la traduction du roman Anunci d'una casa on no vull viure, de Bohumil Hrabal.

## États-Unis
- National Book Award : 
  - Catégorie « Fiction » : Norman Rush pour Mating (Accouplement)
  - Catégorie « Essais» : Orlando Patterson pour Freedom, Vol. 1: Freedom in the Making of Western Culture
  - Catégorie « Poésie » : Philip Levine pour What Work Is
- Prix Agatha : 
  - Catégorie « Meilleur roman » : Nancy Pickard, pour Bum Steer
  - Catégorie « Meilleure nouvelle » :
- Prix Hugo :
  - Prix Hugo du meilleur roman : Miles Vorkosigan (The Vor Game) par Lois McMaster Bujold
  - Prix Hugo du meilleur roman court : Le Vieil Homme et son double (The Hemingway Hoax) par Joe Haldeman
  - Prix Hugo de la meilleure nouvelle longue : La Manamouki (The Manamouki) par Mike Resnick
  - Prix Hugo de la meilleure nouvelle courte : Les ours découvrent le feu (Bears Discover Fire) par Terry Bisson
- Prix Locus :
  - Prix Locus du meilleur roman de science-fiction : La Chute d'Hypérion (The Fall of Hyperion) par Dan Simmons
  - Prix Locus du meilleur roman de fantasy : Tehanu (Tehanu: The Last Book of Earthsea) par Ursula K. Le Guin
  - Prix Locus du meilleur roman d'horreur : Le Lien maléfique (The Witching Hour) par Anne Rice
  - Prix Locus du meilleur premier roman : In the Country of the Blind par Michael F. Flynn
  - Prix Locus du meilleur roman court : A Short, Sharp Shock par Kim Stanley Robinson
  - Prix Locus de la meilleure nouvelle longue : Le Lit de l’entropie à minuit (Entropy's Bed at Midnight) par Dan Simmons
  - Prix Locus de la meilleure nouvelle courte : Les ours découvrent le feu (Bears Discover Fire) par Terry Bisson
  - Prix Locus du meilleur recueil de nouvelles : Portulans de l'imaginaire (Maps in a Mirror: The Short Fiction of Orson Scott Card) par Orson Scott Card
- Prix Nebula :
  - Prix Nebula du meilleur roman : Stations des profondeurs (Stations of the Tide) par Michael Swanwick
  - Prix Nebula du meilleur roman court : L'une rêve et l'autre pas (Beggars in Spain) par Nancy Kress
  - Prix Nebula de la meilleure nouvelle longue : Chien d'aveugle par Mike Conner
  - Prix Nebula de la meilleure nouvelle courte : Ma Qui (Ma Qui) par Alan Brennert
- Prix Pulitzer :
  - Catégorie « Fiction » : John Updike pour Rabbit at Rest (Rabbit en paix)
  - Catégorie « Biographie et Autobiographie » : Steven Naifeh et Gregory White Smith pour Jackson Pollock: An American Saga
  - Catégorie « Essai » : Bert Hölldobler et Edward O. Wilson pour The Ants
  - Catégorie « Histoire » : Laurel Thatcher Ulrich pour A Midwife's Tale
  - Catégorie « Poésie » : Mona Van Duyn pour Near Changes
  - Catégorie « Théâtre » : Neil Simon pour Lost in Yonkers

## Finlande
- Prix Aleksis-Kivi : non décerné
- Prix Kalevi-Jäntti : Tiina Kaila pour Bruno
- Prix Eino-Leino : Ilpo Tiihonen
- Prix national de littérature : Paavo Rintala pour Minä, Grünewald, Anna Heinämaa pour Iira
- Prix littéraire de la ville de Tampere : Hannu Salama pour Ottopoika
- Prix Tollander : Göran Schildt
- Prix Rudolf-Koivu : Cris af Enehielm pour Ängelungen de Margareta Thun
- Prix Topelius : Riitta Jalonen pour Enkeliyöt
- Prix Mikael-Agricola : Kyllikki Härkäpää
- Médaille Anni-Swan : Hannele Huovi pour Vladimirin kirja
- Prix d'écriture Juhana-Heikki-Erkko : Virpi Pahkinen
- Prix Juhana-Heikki-Erkko : Marjatta Schier pour Myrkkyliljat
- Médaille Kiitos kirjasta : Benedict Zilliacus pour Båten i vassen
- Prix Arvid-Lydecken : Sinikka Nopola et Tiina Nopola
- Prix Kaarle : Martti Joenpolvi
- Prix Pehr-Evind-Svinhufvud : Timo Vihavainen
- Prix du grand club du livre finlandais : Anna-Leena Härkönen
- Prix Pirkanmaan-Plättä : Merja Jalo pour Mustan hevosen salaisuus
- Prix Väinö Linna : non décerné
- Prix Pääskynen : Kerttu Manninen
- Prix Atorox : Johanna Sinisalo pour L'Étoile rouge
- Prix Finlandia : Arto Melleri pour Elävien kirjoissa
- Prix Pikku-Finlandia : Juha-Heikki Tihinen
- Prix Lea : Juha Siltanen pour Foxtrot
- Prix Tieto-Finlandia : Olli Marttila (fi) pour Suomen päiväperhoset
- Prix Tähtivaeltaja : Philip K. Dick pour Substance Mort
- Prix Runeberg : Aulikki Oksanen pour Henkivartija
- Prix Vuoden johtolanka : Simo Sjöblom

## France
- Prix Goncourt : Les Filles du Calvaire de Pierre Combescot
  - Prix Goncourt du premier roman : Iblis ou la Défroque du serpent d'Armande Gobry-Valle
- Prix Médicis : La Dérive des sentiments d'Yves Simon
  - Prix Médicis étranger : Histoire qui fut heureuse, puis douloureuse et funeste de Pietro Citati (Italie)
  - Prix Médicis essai : La Valse des éthiques d'Alain Etchegoyen
- Prix Femina : Déborah et les anges dissipés de Paula Jacques
  - Prix Femina étranger : Ce vaste monde de David Malouf (Australie)
- Prix Renaudot : La Séparation de Dan Franck
- Prix Interallié : Sébastien Japrisot pour Un long dimanche de fiançailles
- Grand prix de littérature de l'Académie française : Jacques Lacarrière
- Grand prix du roman de l'Académie française : François Sureau pour L'Infortune
- Grand prix de la francophonie : Léon-Joseph Suenens
- Prix des Deux Magots : Jean-Jacques Pauvert pour Sade vivant
- Prix du Quai des Orfèvres : Frédéric Hoë pour Crimes en trompe-l'œil
- Prix du Roman populiste : Sylvie Caster pour Bel-Air
- Prix France Culture : Claude Esteban pour Soleil dans une pièce vide
- Prix du Livre Inter : Nina Bouraoui pour La Voyeuse interdite
- Prix Novembre : Raphaël Confiant pour Eau de café
- Prix mondial Cino-Del-Duca : Michel Jouvet

## Italie
- Prix Strega : Paolo Volponi, La strada per Roma (Einaudi)
- Prix Bagutta : Livio Garzanti (it), La fiera navigante, (Garzanti)
- Prix Campiello : Isabella Bossi Fedrigotti, Di buona famiglia
- Prix Malaparte : Predrag Matvejević[3]
- Prix Napoli : Alberto Ongaro, Interno argentino, (Rizzoli)
- Prix Viareggio : Antonio Debenedetti, Se la vita non è vita

## Monaco
- Prix Prince-Pierre-de-Monaco : Jean-Marie Rouart

## Royaume-Uni
- Prix Booker : Ben Okri pour The Famished Road (La Route de la faim)
- Prix James Tait Black :
  - Fiction : Iain Sinclair pour Downriver
  - Biographie : Adrian Desmond et James Moore pour Darwin
- Prix WH Smith : Derek Walcott pour Omeros
- Prix John-Llewellyn-Rhys : Night Geometry and the Garscadden Trains de Alison Louise Kennedy
- Médaille Carnegie : Berlie Doherty pour Dear Nobody
- Prix Rose-Mary-Crawshay :
  - Anne Barton (en) pour The Names of Comedy
  - Valerie Rumbold pour Women's Place in Pope's World
- Prix Somerset-Maugham : Peter Benson (en) pour The Other Occupant

## Suisse
- Prix Lipp Suisse : Mireille Kuttel pour Un balcon sur la mer[4],[5]